# Distrito de Santiago de Chuco
El distrito de Santiago de Chuco es uno de los ocho que conforman la provincia homónima ubicada en el departamento de La Libertad en el Norte del Perú.
Desde el punto de vista jerárquico de la Iglesia católica, forma parte de la Arquidiócesis de Trujillo.

## Historia
El territorio de lo que hoy es Santiago de Chuco formaba parte de la provincia de Huamachuco fundada por los españoles, la cual fue dada como doctrina a los agustinos. La llegada de españoles y portugueses en busca de minas para explotar hicieron que empezaran a surgir pequeñas asentamientos de mineros; la zona donde se fundaría el pueblo estaba habitada por pueblos incas distribuidos en Aillus; Andaymarca (Aillu Grande) funcionaba como capital situada entre los ríos Huaychaca y Patarata y en las faldas del cerro Quilla Irca (después llamado Cerro San Cristóbal). 
El 23 de julio de 1553 un grupo de inmigrantes obtienen el permiso para fundar un pueblo que sirviera como capital y centro de operaciones de actividades mineras y cultivo de trigo. Llegaron a Andaymarca el capitán Diego de la Serna, los inmigrantes Domingo Pérez de Vásquez, José de Peláez, Lino Benítes de los Niños, Miguel de Estremadura, Rodrigo de los Bejarano, Fernando de Alva, García de Paredes, Lorenzo de Alcántara, Juan Bautista de Ruiz y el padre Francisco de Asís Centurión, natural de Santiago de Compostela, quien ayudó a que Santiago "El Mayor" sea el patrón tutelar del nuevo pueblo.

## Geografía
Abarca una superficie de 1 073,63 kilómetros cuadrados.

## Autoridades

### Municipales
- 2011-2014[2]
  - Alcalde: Juan Alberto Gabriel Alipio, del Partido Restauración Nacional (RN).
  - Regidores: Teófilo Walter Valle Paredes (RN), Julio Fernando Rafael Diestra (RN), Julia Amparo Pereda de Bolaños (RN), Nancy Estela Guerra Ávila (RN), Juan Franklin Yupanqui Rosas (RN), Ponciano Huamán Paredes (RN), Wilder Armengol Quezada Rodríguez (APRA), Dionicio Ruiz Corro (Fuerza del Pueblo), Constante Marquina Guevara (Alianza para el Progreso).[3]

### Policiales
- Comisario:  Mayor PNP.

### Religiosas
- Arquidiócesis de Trujillo[4]
  - Arzobispo de Trujillo: Monseñor Héctor Miguel Cabrejos Vidarte, OFM.[5]